# Gerechtigheidstafereel

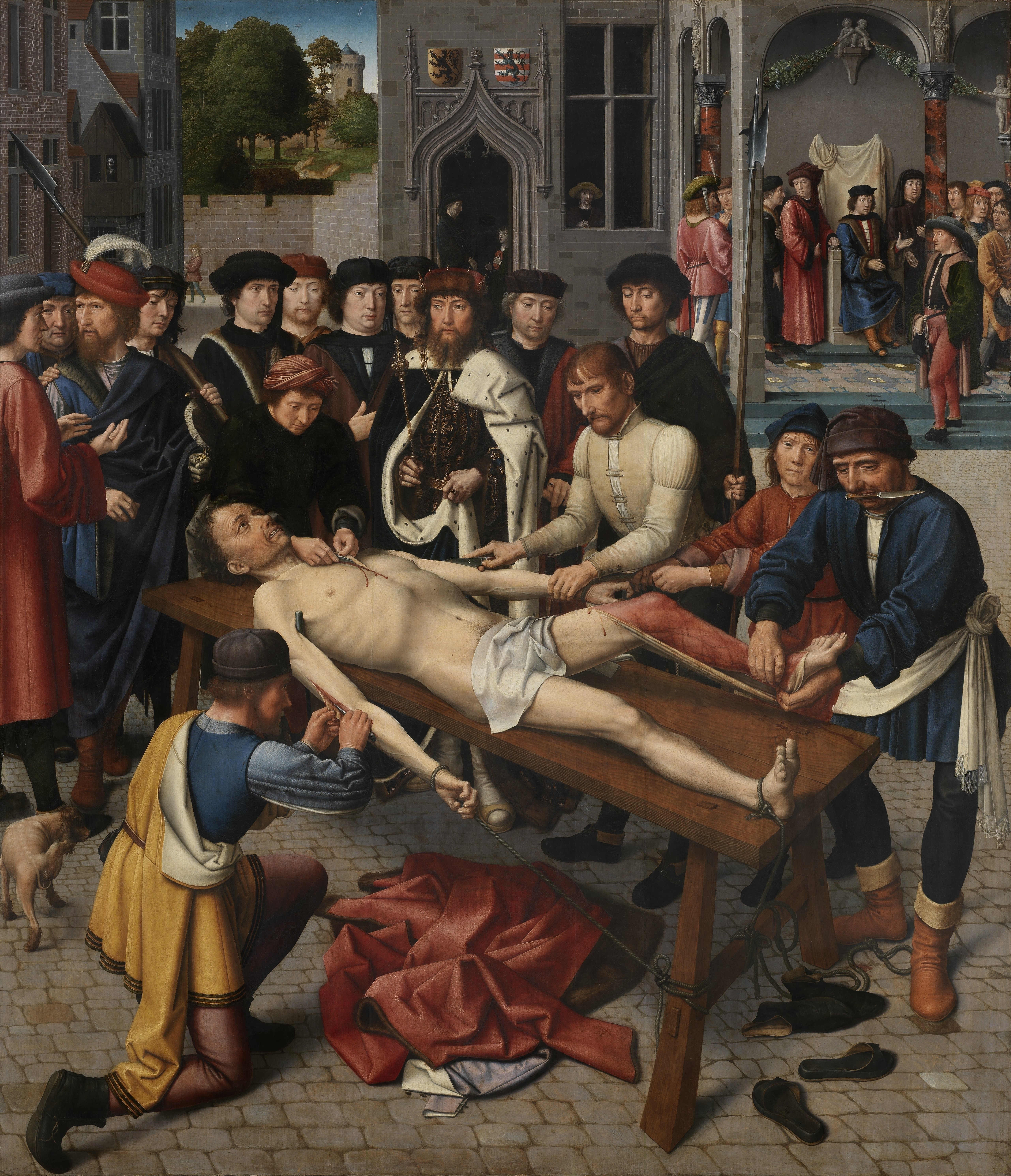
Het Oordeel van Cambyses (David, 1498)

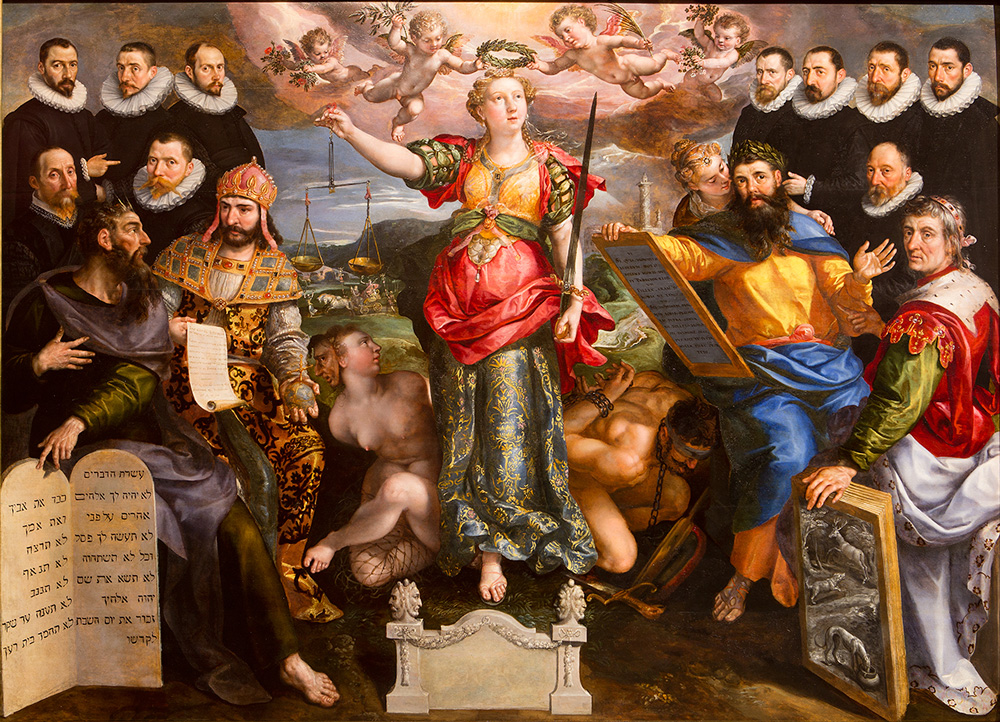
De vierschaar van de Brabantse Munt te Antwerpen (De Vos, 1594)

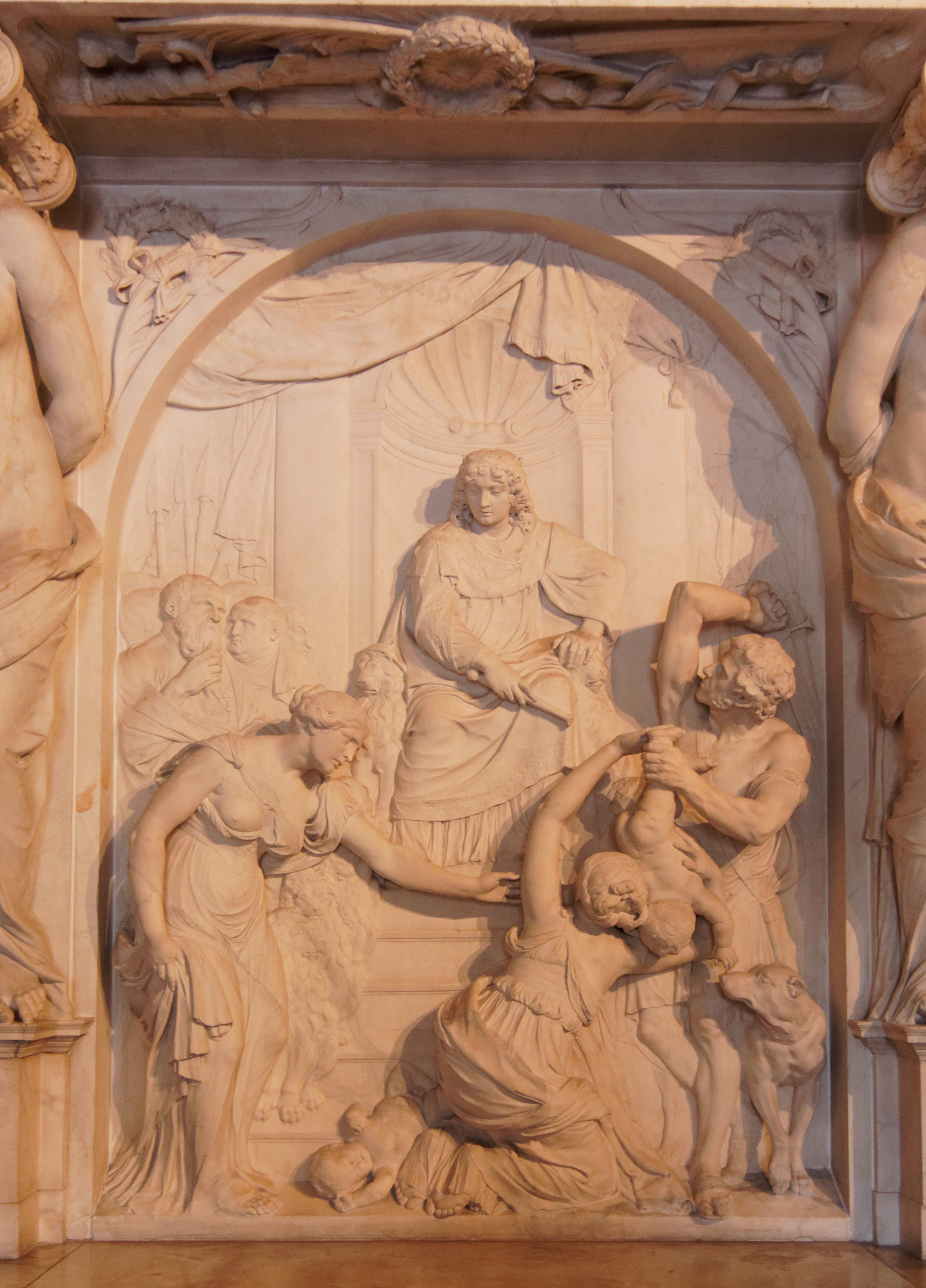
Salomonsoordeel (Quellinus, ca. 1652)

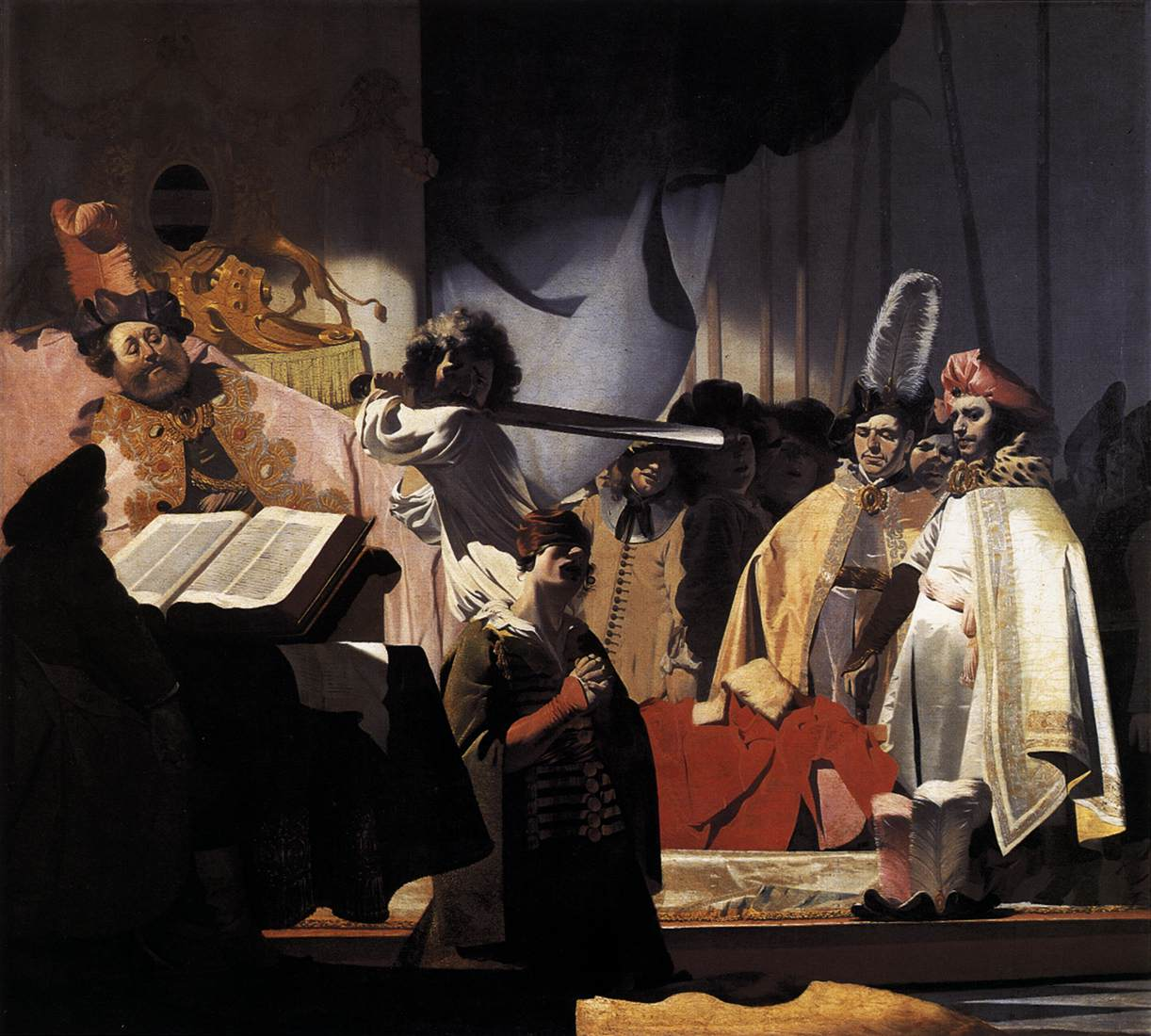
De rechtspleging van graaf Willem de Goede (Van Galen, 1657)

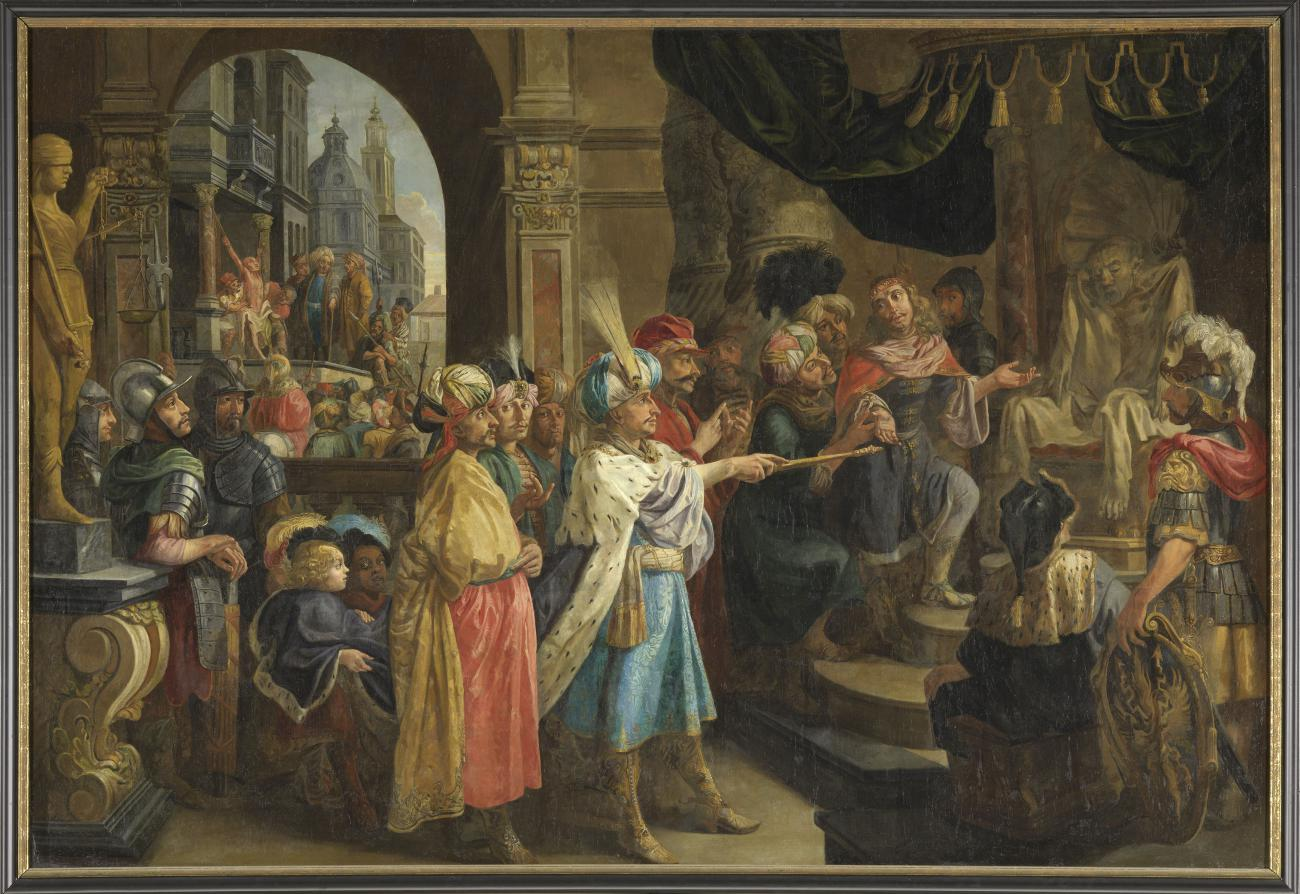
Het oordeel van Cambyses (Boucquet, 1671)

Een gerechtigheidstafereel (Latijn: Exemplum iustitiae) was een schilderij dat in laatmiddeleeuwse en vroegmoderne rechtszalen was aangebracht als inspirerend model, een visueel exempel van rechterlijke deugden als rechtvaardigheid, onpartijdigheid, gestrengheid, clementie en integriteit.

## Begrip en functie
Ruim gedefinieerd is een gerechtigheidstafereel elke symbolische decoratie van een plaats waar recht wordt gesproken, met inbegrip van allegorische voorstellingen zoals Vrouwe Justitia. In een meer strikte betekenis gaat het om een moraliserend verhaal, besteld door en gericht aan de rechters zelf. Dergelijke taferelen hielpen de macht van de rechtbank legitimeren en hielden tegelijk de rechters een spiegel voor. Aensien doet ghedencken, schreef secretaris Jan Matthijssen uit Den Briel in een beroemde passage over het inrichten van raadkamers. Wanneer de rechters een inspirerend verhaal voor ogen hadden, eventueel afschrikwekkend, zouden ze hun taak minder licht opnemen.

## Geschiedenis
Aanvankelijk was een gerechtstafereel haast per definitie een Laatste Oordeel. Het 'jongste gericht' uit de christelijke eschatologie diende bijna vanzelfsprekend als model en als waarschuwing. Dergelijke scènes waren frequent uitgebeeld in de kerkportalen waar in de middeleeuwen recht werd gesproken, en ze volgden de rechters toen deze zich begonnen terug te trekken in schepenbanken, vierscharen en andere rechtzalen.
Een eind in de vijftiende eeuw begonnen de Laatste Oordelen geleidelijk plaats te maken voor een nieuwe generatie gerechtigheidspanelen gebaseerd op andere Bijbelthema's (het Salomonsoordeel, de Kuise Suzanna...). Ook de oudheid bood toepasselijke verhalen, vaak geput uit de razend populaire Facta et dicta memorabilia (in het bijzonder Zaleucus, Cambyses en Trajanus). Voorts kwamen historische of legendarische middeleeuwse figuren aan bod, zoals Herkenbald of in de Noordelijke Nederlanden graaf Willem III van Holland. In Mechelen en elders beeldde men de Negen Besten af. Vanaf de zestiende eeuw gingen allegorieën een grotere rol spelen. Ook aarzelden de rechters steeds minder om zich prominent te laten afbeelden op de gerechtigheidstaferelen.

## Beroemde exemplaren
Dit zijn enkele beroemde gerechtigheidstaferelen in de Nederlanden, met telkens de locatie waarvoor ze gemaakt zijn:
- Rogier van der Weyden, De legende van Trajanus en Herkenbald, ca. 1439-50, origineel verloren (stadhuis van Brussel)
- Geert Brunen, Het Laatste Oordeel, ca. 1425-50 (stadhuis van Diest)
- Dirk Bouts, De gerechtigheid van keizer Otto III, ca. 1473-75 (stadhuis van Leuven)
- Jan van Brussel, Tweevoudige gerechtigheid, ca. 1475 (Raadkamer van Bourgondië / Dinghuis, Maastricht)
- Gerard David, Het Oordeel van Cambyses, 1498 (stadhuis van Brugge)
- Het Laatste Oordeel met de Zeven Hoofdzonden, ca. 1520-25 (stadhuis van Geraardsbergen)
- Jan Provoost, Het Laatste Oordeel, 1525 (schepenkamer van het stadhuis van Brugge)
- Frans Sanders, Het Laatste Oordeel, 1526 (muurschildering in het schepenhuis van Mechelen)
- Frans Floris de Vriendt, Het Oordeel van Koning Salomon, 1547
- Pieter Pourbus, Het Laatste Oordeel, 1551 (vierschaar van het Brugse Vrije)
- Esther voor Ahasverus, 1578 (stadhuis van Nieuwpoort)
- Gaspar Heuvick, Het Laatste Oordeel en De Gerechtigheid, 1589 (stadhuis van Oudenaarde)
- Maarten de Vos, De vierschaar van de Brabantse Munt te Antwerpen, 1594 (Muntrechtbank, Antwerpen)
- Jean de Saive, Het oordeel van Cambyses, 1597 (stadhuis van Namen)
- Pieter Pietersz. (II), De wraak van Tomyris, 1610 (vierschaar van het Brugse Vrije)
- Gaspar de Crayer, Het rechtvaardig oordeel van koning Salomo, ca. 1620 (Collegiale Kamer van Rechtspleging van de Oudburg te Gent)
- Peter Paul Rubens, Het oordeel van Cambyses, 1623, origineel verloren (stadhuis van Brussel)
- Theodoor van Thulden, Eenheid en Gerechtigheid, 1646 (stadhuis van 's-Hertogenbosch)
- Artus Quellinus de Oude, Justitia, Salomo, Zaleucus en Brutus, ca. 1652 (marmerreliëfs in het Paleis op de Dam, Amsterdam)
- Nicolaes van Galen, De rechtspleging van graaf Willem de Goede, 1657 (stadhuis van Hasselt (Overijssel)
- Vigor Boucquet, Het oordeel van Cambyses, 1671 (stadhuis van Nieuwpoort)